# Мужская сборная Нидерландов по баскетболу 3×3
Мужская сборная Нидерландов по баскетболу 3×3 (нидерл. Nederlands nationaal 3×3-basketbalteam (mannen)) представляет Нидерланды на международных соревнованиях по баскетболу 3×3. Управляющим органом является Баскетбольный союз Нидерландов. Команда является чемпионами летних Олимпийских игр 2024.
По состоянию на 6 сентября 2024, мужская сборная Нидерландов по баскетболу 3×3 занимает 6-е место в мировом рейтинге ФИБА мужских сборных по баскетболу 3×3.

## Результаты выступлений
| Турнир                             | Золото | Серебро | Бронза | Всего |
| ---------------------------------- | ------ | ------- | ------ | ----- |
| Олимпийские игры                   | 1      | 0       | 0      | 1     |
| Чемпионат мира по баскетболу 3×3   | 0      | 2       | 0      | 2     |
| Чемпионат Европы по баскетболу 3×3 | 0      | 0       | 2      | 2     |
| Итого                              | 1      | 2       | 2      | 5     |

### Летние Олимпийские игры
| Год        | Место | Игры | Победы | Поражения | Состав команды                                                   |
| ---------- | ----- | ---- | ------ | --------- | ---------------------------------------------------------------- |
| Токио 2020 | 5     | 8    | 4      | 4         | Ross Bekkering, Dimeo van der Horst, Arvin Slagter, Jessey Voorn |
| Париж 2024 | 1     | 9    | 7      | 2         | Уорти де Йонг, Арвин Слагтер, Ян Дриссен, Димео ван дер Хорст    |

### Чемпионат мира по баскетболу 3x3
| Год            | Место          | Игры           | Победы         | Поражения      | Состав команды                                                      |
| -------------- | -------------- | -------------- | -------------- | -------------- | ------------------------------------------------------------------- |
| 2012           | не участвовали | не участвовали | не участвовали | не участвовали | не участвовали                                                      |
| Москва 2014    | 21             | 5              | 1              | 4              | Patrick Frimpong, Jesper Jobse, Alpha Sow, Sander Trommelen         |
| Гуанчжоу 2016  | 6              | 5              | 3              | 2              | Jesper Jobse, Gregory Pinas, Bas Rozendaal, Sjoerd van Vilsteren    |
| Нант 2017      | 2              | 7              | 6              | 1              | Jesper Jobse, Joey Schelvis, Sjoerd van Vilsteren, Bas Rozendaal    |
| Bocaue 2018    | 2              | 7              | 5              | 2              | Jesper Jobse, Aron Roijé, Sjoerd van Vilsteren, Димео ван дер Хорст |
| Амстердам 2019 | 11             | 4              | 2              | 2              | Aron Roijé, Димео ван дер Хорст, Jesper Jobse, Sjoerd van Vilsteren |
| Антверпен 2022 | 5              | 5              | 4              | 1              | Julian Jaring, Арвин Слагтер, Димео ван дер Хорст, Jessey Voorn     |
| Вена 2023      | 5              | 5              | 4              | 1              | Ян Дриссен, Арвин Слагтер, Уорти де Йонг, Димео ван дер Хорст       |

### Чемпионат Европы по баскетболу 3×3
| Год            | Место          | Игры           | Победы         | Поражения      | Состав команды                                                          |
| -------------- | -------------- | -------------- | -------------- | -------------- | ----------------------------------------------------------------------- |
| 2014           | не участвовали | не участвовали | не участвовали | не участвовали | не участвовали                                                          |
| Бухарест 2016  | 3              | 5              | 4              | 1              | Jesper Jobse, Joey Schelvis, Matthew van Tongeren, Sjoerd van Vilsteren |
| Амстердам 2017 | 7              | 3              | 1              | 2              | Jesper Jobse, Joey Schelvis, Sjoerd van Vilsteren, Bas Rozendaal        |
| 2018           | не участвовали | не участвовали | не участвовали | не участвовали | не участвовали                                                          |
| Дебрецен 2019  | 12             | 2              | 0              | 2              | Jesper Jobse, Aron Roijé, Sjoerd van Vilsteren, Димео ван дер Хорст     |
| Париж 2021     | 6              | 3              | 1              | 2              | Ян Дриссен, Julian Jaring, Арвин Слагтер, Димео ван дер Хорст           |
| Грац 2022      | 3              | 5              | 4              | 1              | Ян Дриссен, Julian Jaring, Арвин Слагтер, Димео ван дер Хорст           |
| Иерусалим 2023 | 6              | 3              | 1              | 2              | Julian Jaring, Арвин Слагтер, Димео ван дер Хорст, Уорти де Йонг        |
| Вена 2024      | 5              | 3              | 2              | 1              | Ян Дриссен, Julian Jaring, Арвин Слагтер, Уорти де Йонг                 |

### Европейские игры
| Год         | Место          | Игры           | Победы         | Поражения      | Состав команды |
| ----------- | -------------- | -------------- | -------------- | -------------- | -------------- |
| 2015        | не участвовали | не участвовали | не участвовали | не участвовали | не участвовали |
| Минск 2019  | 13             | 3              | 1              | 2              |                |
| Краков 2023 | 13             | 3              | 0              | 3              |                |